# Krajnik (starosta wołoski)

Herb Sas, najbardziej popularny herb krajników ziemi sanockiej

Krajnik (wajda, wojda) – w systemie samorządu wsi lokowanych na prawie wołoskim to osoba będąca zwierzchnikiem wszystkich osad wołoskich znajdujących się w obrębie średniowiecznego starostwa, tworzących tzw. krainę. Dzięki uzyskanym przywilejom, powinnością krajnika oraz podległych mu kniaziów (sołtysów wsi) było zbrojne stawiennictwo w okresie wypraw wojennych.
W wyniku zasług wojennych mogli oni podwyższyć swoją pozycję społeczną, sięgając nawet po nobilitację.